# مقصورة السلطان

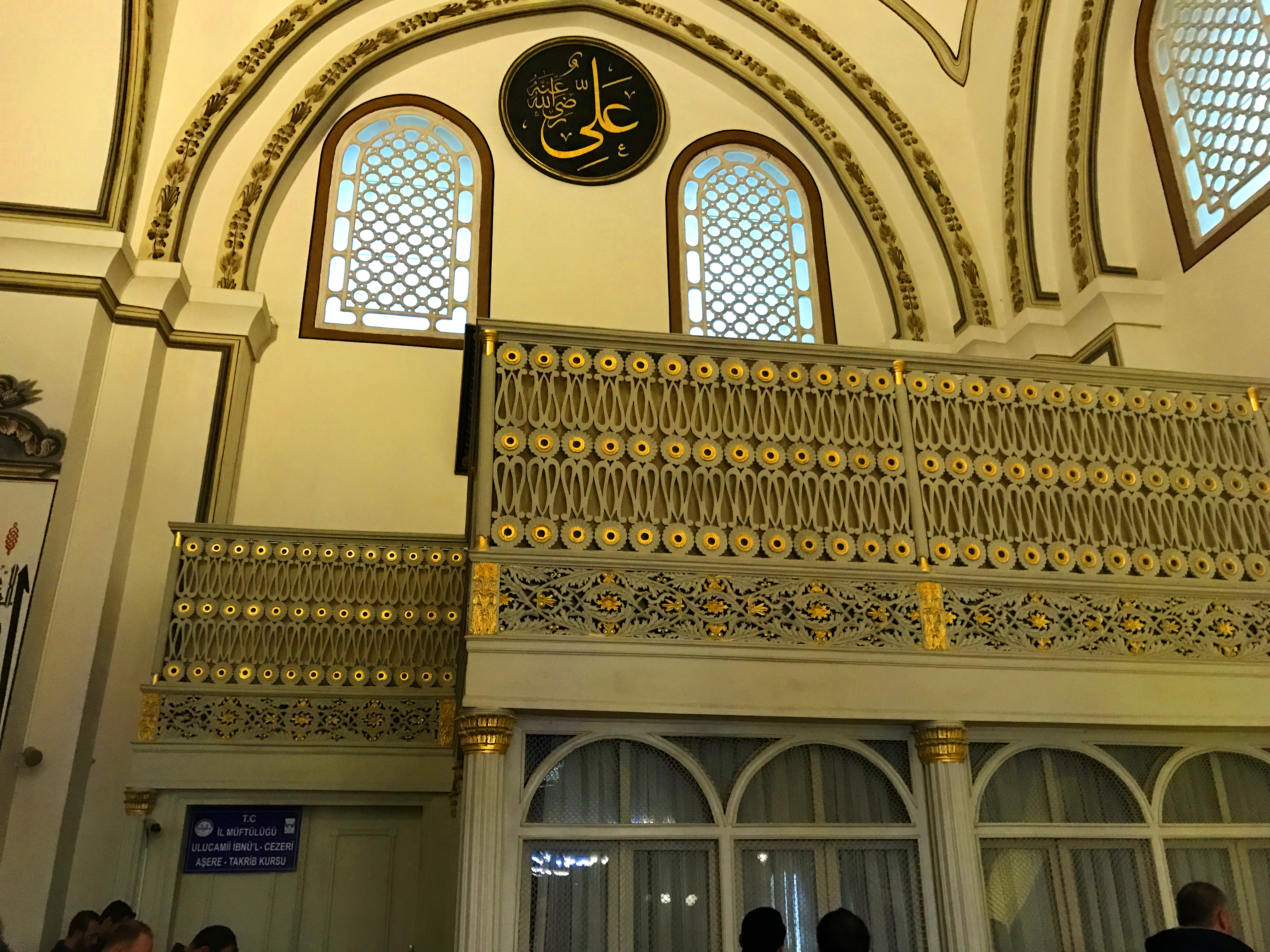
مقصورة السلطان بمسجد أولو جامع بمدينة بورصة بتركيا الذي بُنِيَ عام 1399م، أُضيف في وقت لاحق إلى المسجد.

مقصورة السلطان أو المقصورة السلطانية (بالتركية: Hünkar mahfili)‏  أو «محفلي همايون» (بالتركية: Mahfil-i Hümayun)‏ هو مكان مخصص في المسجد الجامع للسلاطين لأداء صلاة الجمعة وصلاة العيد في العمارة العثمانية.
وكانت مقصورة السلطان تُضاء بالقناديل ليلاً لصلاة العشاء والقيام.

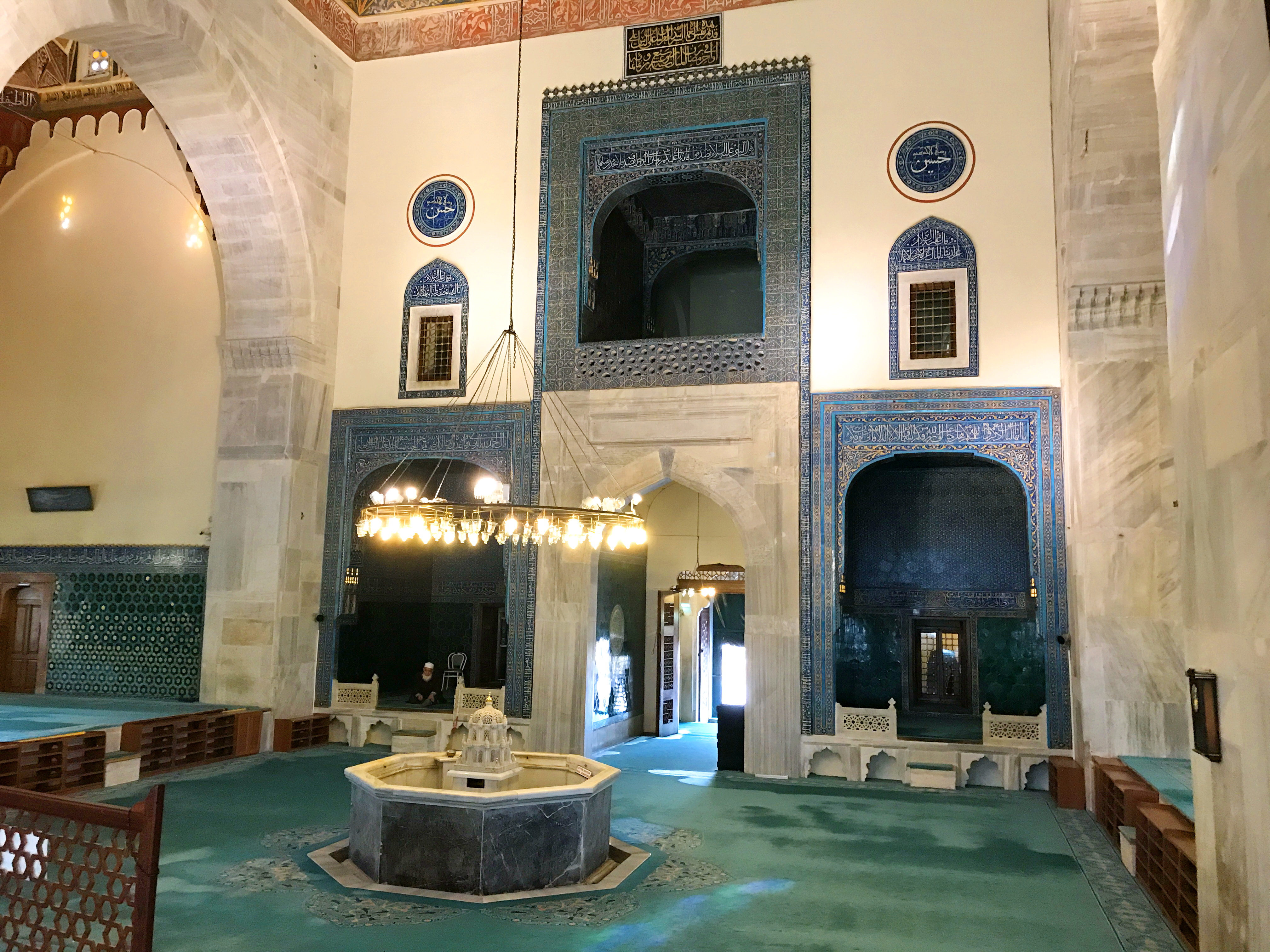
"المقصورة السلطانية" بالجامع الأخضر في مدينة بورصة بتركيا. هي الشرفة الزرقاء العلوية.
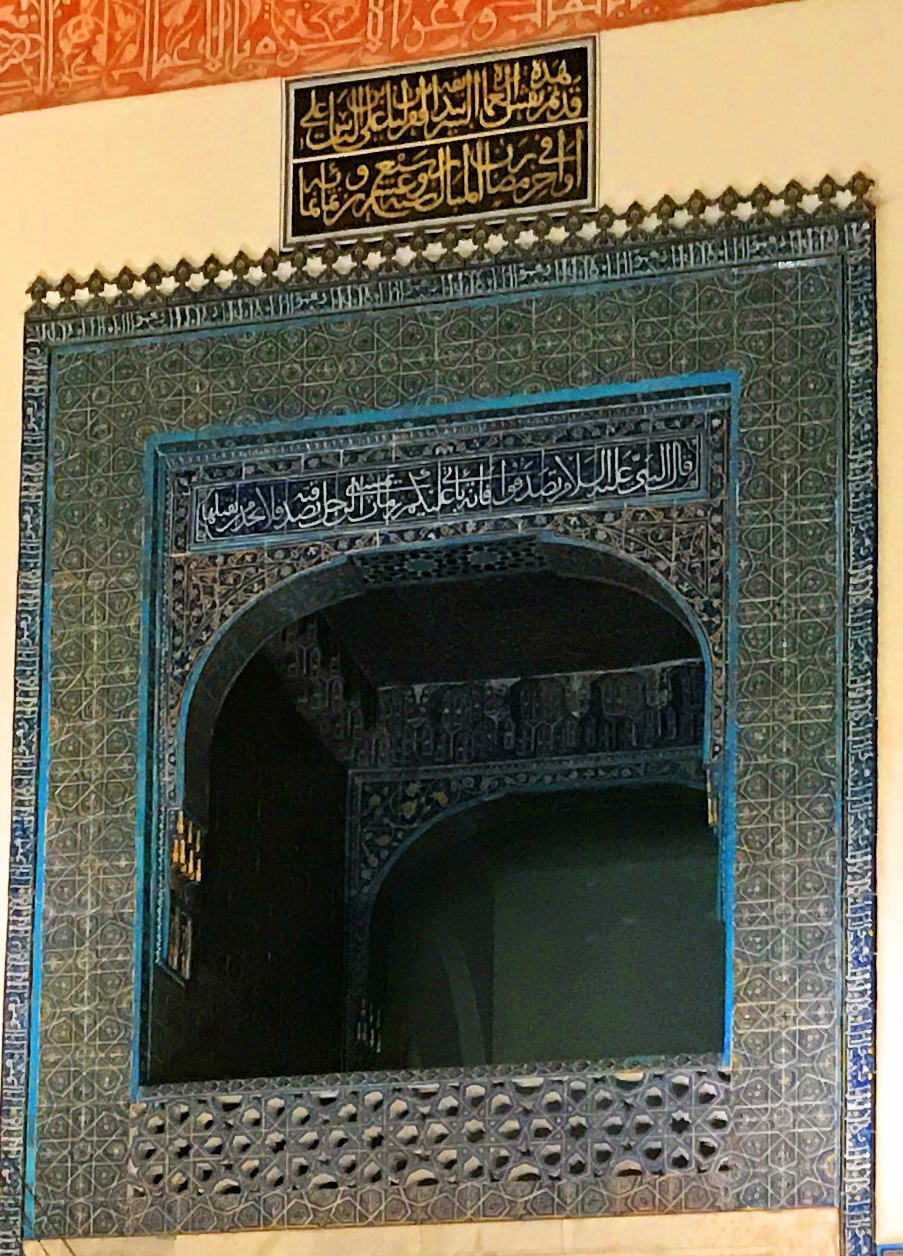
تكبير "للمقصورة السلطانية" بالجامع الأخضر.

## معرض الصور

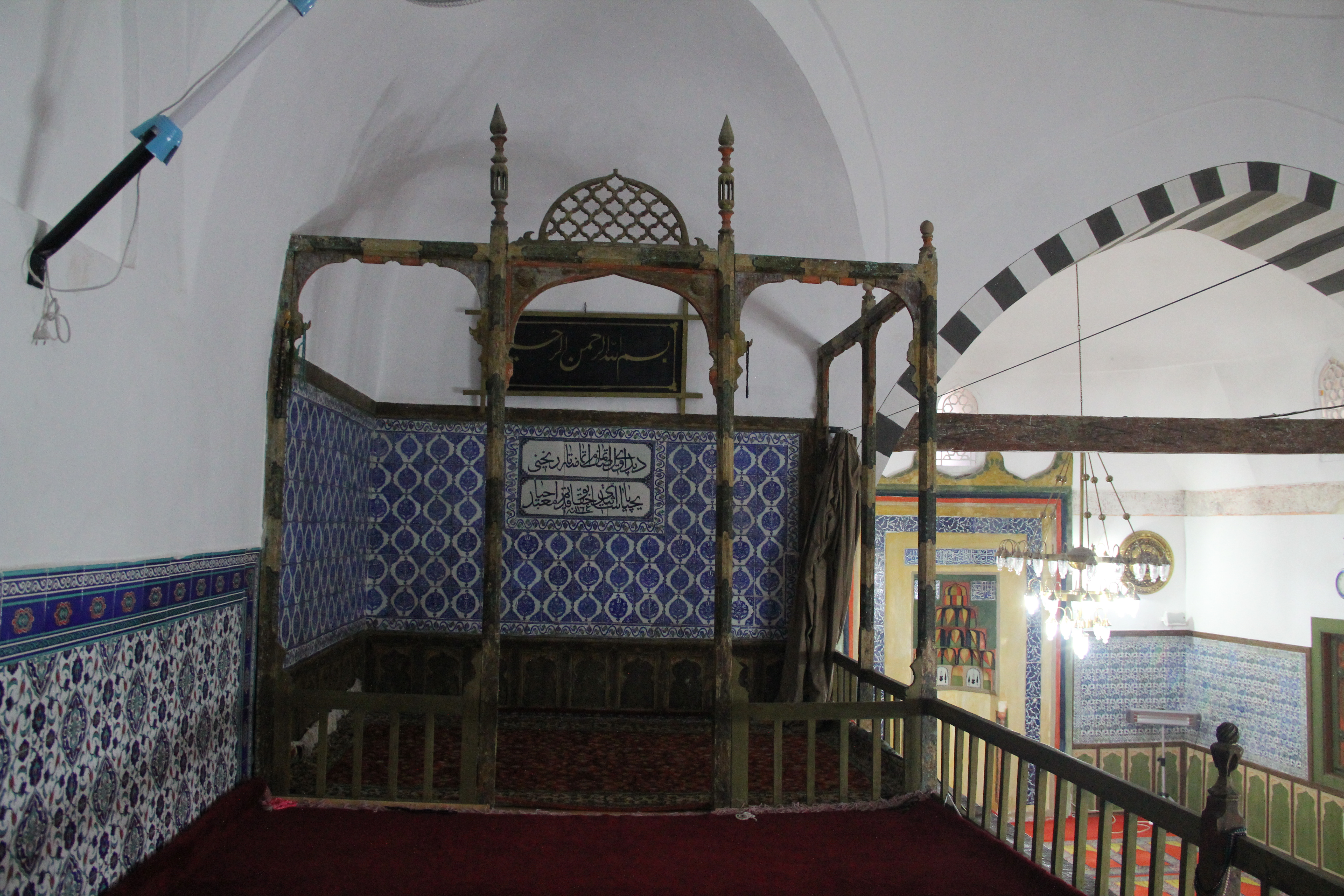
مقصورة السلطان بمسجد "سراي جامع"، بمدينة كوتاهية بتركيا.